# Triclisia sacleuxii
Triclisia sacleuxii är en tvåhjärtbladig växtart som först beskrevs av Jean Baptiste Louis Pierre, och fick sitt nu gällande namn av Friedrich Ludwig Diels. Triclisia sacleuxii ingår i släktet Triclisia och familjen Menispermaceae. Inga underarter finns listade i Catalogue of Life.